# Ivana Godeč
Ivana Godeč (* 11. Mai 2001 in Podgorica, BR Jugoslawien) ist eine montenegrinische Handballspielerin, die für die montenegrinische Nationalmannschaft aufläuft.

## Karriere

### Im Verein
Godeč gehörte ab der Saison 2017/18 dem Erstligakader von ŽRK Budućnost Podgorica an, mit dem sie mehrfach die montenegrinische Meisterschaft und den montenegrinischen Pokal gewann. Im Sommer 2020 schloss sich die Kreisläuferin dem slowakischen Erstligisten IUVENTA Michalovce an. Mit IUVENTA Michalovce gewann sie 2021 und 2022 die slowakische Meisterschaft sowie 2022 den slowakischen Pokal. Zur Saison 2022/23 kehrte sie zum ŽRK Budućnost Podgorica zurück. Mit Budućnost Podgorica gewann sie 2023, 2024 und 2025 das nationale Double.

### In Auswahlmannschaften
Godeč gehörte dem Kader der montenegrinischen Jugendnationalmannschaft an, mit der sie an der U-17-Europameisterschaft 2017 sowie an der U-18-Weltmeisterschaft 2018 teilnahm. Anschließend lief sie für die montenegrinische Juniorinnennationalmannschaft bei der U-19-Europameisterschaft 2019 auf.
Godeč gab am 28. September 2017 ihr Länderspieldebüt für die montenegrinische A-Nationalmannschaft in einem Qualifikationsspiel zur Europameisterschaft 2018 gegen die Slowakei. Im darauffolgenden Jahr gehörte sie dem montenegrinischen Aufgebot an, das bei den Mittelmeerspielen die Silbermedaille gewann. Nachdem Godeč in den kommenden Jahren nicht dem montenegrinischen Kader bei Großturnieren angehörte, nahm sie an der Europameisterschaft 2022 teil und gewann mit Montenegro die Bronzemedaille. Ein Jahr später nahm sie mit Montenegro an der Weltmeisterschaft teil und belegte den siebten Platz.